# Футболно хулиганство
Футболното хулиганство е крайно непристойно поведение на футболни фенове, характеризиращо се с неподчинение.
То може да намери изражение в сбивания, сблъсъци, вандализъм и сплашване. Битките могат да се състоят преди или след футболната среща на предварително уговорени места и по възможност далеч от полицаи, за да се предотврати задържането под арест. Понякога обаче хулиганите спонтанно влизат в сражение на стадиона или по улиците наблизо. Най-ниското стъпало от магнитуда на футболното хулиганство са викове и юмручни боеве, а в най-интензивната си форма се стига до размирици и конфликти с бухалки, бутилки, камъни, ножове или огнестрелни оръжия. Понякога вследствие на сблъсъците на стадиона феновете панически се опитват да избягат и се е случвало хора да загинат на трибуните след срутването на огради или стени. В най-крайните случаи се случва да умрат хулигани, полицаи и близкостоящи хора. Някои от полицейските мерки против хулиганите включват употребата на сълзотворен газ, бронирани превозни средства и машини с водни оръдия.
Хулиганските организации са създадени с цел водене на битки срещу привърженици на други футболни клубове. Някои от организациите, особено в Южна и Източна Европа, са свързвани с крайнодесни политически или расистки движения; други – с левичарство или антирасизъм. Естествено, политическите възгледи на хулиганските групи не са представителни за всички привърженици на този отбор. През 70-те и в началото на 80-те години на 20 век във Великобритания се наблюдава зараждането на т.нар. субкултура „кежуал“. Преди този период хулиганите носят дрехи, типични за работническата класа и асоциирани със скинхедс, по които полицията лесно ги разпознава. За разлика от тях, кежуалите носят скъпи дрехи на известни дизайнери.
Футболното хулиганство е централна тема в игрални филми като I.D., The Firm, Cass, The Football Factory и Green Street. Написани са също така много книги за хулиганството, сред тях The Football Factory (буквално „Футболната фабрика“) и Among the Thugs (букв. „Сред гангстерите“). Някои критици твърдят, че тези медийни образи идеализират насилието и хулиганския начин на живот.